# Stephanie Subke
Stephanie Subke (* 17. März 1981 in Wien, Österreich; geborene Stephanie Ofenböck) ist eine ehemalige österreichische Handballspielerin.

## Leben
Subke spielte bis zum Jahr 2000 bei den österreichischen Vereinen HC Maroltinger, UHC Stockerau und Hypo Niederösterreich. Mit Hypo gewann sie im Jahr 2000 die Meisterschaft, den ÖHB-Cup und die EHF Champions League. Anschließend wechselte die Rückraumspielerin zum norwegischen Erstligisten Tertnes IL. Nach nur einer Saison in Norwegen wechselte Subke 2001 zum deutschen Bundesligisten Bayer 04 Leverkusen, mit dem sie 2002 den DHB-Pokal errang. Nach einer Saison schloss sich Subke dem 1. FC Nürnberg Handball an, für den sie insgesamt sechs Jahre auf Torejagd ging. Mit Nürnberg wurde gewann Subke 2005, 2007 und 2008 die Meisterschaft, 2004 und 2005 den DHB-Pokal, sowie 2004 den EHF Challenge Cup. Nachdem Subke schwangerschaftsbedingt pausierte, unterschrieb sie 2009 einen Vertrag beim Thüringer HC. Mit dem THC gewann sie 2011 die Meisterschaft und den DHB-Pokal. Anschließend beendete sie ihre Karriere und arbeitet seitdem in einer Physiotherapeutischen Praxis. Im Februar 2014 feierte sie ihr Comeback beim Drittligisten ESV 1927 Regensburg.
Subke absolvierte 200 Partien für die österreichische Nationalmannschaft, in denen sie 700 Treffer erzielte. Die größten Erfolge mit der österreichischen Auswahl waren die dritten Plätze bei der Europameisterschaft 1996 und der Weltmeisterschaft 1999. Außerdem nahm sie an den Olympischen Spielen 2000 in Sydney teil.
Subke besitzt seit dem Februar 2018 die A-Trainerlizenz. Bis zum Sommer 2022 war sie beim deutschen Verein DJK-SV Berg als Jugendtrainerin tätig. Nachdem Subke in der Saison 2023/24 die B-Jugend des HC Erlangen trainiert hatte, übernahm sie die Damenmannschaft.

## Auszeichnungen
- 2000: Goldenes Verdienstzeichen der Republik Österreich[8]